# Intensitätstransport-Gleichung
Die Intensitätstransport-Gleichung (englisch Transport-of-intensity equation, TIE) ist ein rechnerischer Ansatz zur Rekonstruktion der Phase einer komplexen Welle in der optischen und in der Elektronenmikroskopie.
Die Phase einer Welle oder eines Wellenfeldes ist nicht direkt messbar. Sie enthält jedoch grundlegende Informationen zur Form und Struktur einer mikroskopischen Probe, weshalb ihre Rekonstruktion für viele Bereiche der Mikroskopie von großer Bedeutung ist.

## Inhalt
Die Intensitätstransport-Gleichung beschreibt die Beziehung zwischen der Intensitäts- und der Phasenverteilung einer Welle. Die Gleichung wurde 1983 erstmals von Michael Reed Teague vorgeschlagen. Teague wandte den Energieerhaltungssatz an, um eine Differentialgleichung für den Energietransport durch ein optisches Feld zu beschreiben. Diese Gleichung nutzte er als Ansatz zur Rekonstruktion der Phase. Er näherte die Amplitude der Welle (die sich in der z-Richtung ausbreitet) durch eine parabolische Gleichung an und drückte sie in Intensität und Phase aus:
{\displaystyle {\frac {2\pi }{\lambda }}{\frac {\partial }{\partial z}}I(x,y,z)=-\nabla _{x,y}\cdot [I(x,y,z)\nabla _{x,y}\Phi ]}
Dabei ist {\displaystyle \lambda } die Wellenlänge, {\displaystyle I(x,y,z)} die Intensität der Welle am Punkt {\displaystyle (x,y,z)}, und {\displaystyle \Phi } ist die Phase.
Kann die Intensitätsverteilung der Welle sowie deren räumliche Ableitung experimentell gemessen werden, vereinfacht sich die Gleichung zu einer linearen Gleichung. Diese kann gelöst werden, um die Phasenverteilung {\displaystyle \Phi } zu erhalten.
Bei konstanter Intensität vereinfacht sich die TIE zu:
{\displaystyle {\frac {\partial }{\partial z}}I(x,y,z)=-{\frac {\lambda }{2\pi }}I(x,y,z)\nabla _{x,y}^{2}\Phi }
Anhand dieser Gleichung kann die Phasenverteilung durch das Erfassen eines defokussierten Bildes: {\displaystyle I(x,y,z+\Delta z)} rekonstruiert werden.

## Vorteile
Die TIE verwendet lediglich Intensitätsmessungen auf mehreren räumlich versetzten Ebenen, ohne dass das Objekt und die Referenzstrahlen manipuliert werden müssen. Darüber hinaus ist TIE rechnerisch einfach und erfordert kein kompliziertes optisches System.

## Anwendungen
TIE-basierte Ansätze kommen in biomedizinischen und technischen Anwendungen vor. In der Biomedizin wird TIE etwa genutzt, um das Wachstums von Zellkulturen zu überwachen oder die Zelldynamik zu untersuchen. TIE wird auch als optische Prüfmethode genutzt. Die Intensitätstransport-Gleichung wird auch in der Transmissionselektronenmikroskopie zum Zweck der Phasenrekonstruktion angewendet.